# Guardián Rojo
El Guardián Rojo o Capitán Rusia es el nombre de varios superhéroes de cómic en el universo de Marvel Comics. El Guardián Rojo es una identidad que fue creada como el equivalente soviético del Capitán América; desde la caída de la Unión Soviética, el nombre ya no es utilizado oficialmente, aunque al menos dos personas han reclamado el nombre.
La encarnación de Aleksei Shostakov de Guardián Rojo ha hecho apariciones dispersos en medios de animación y videojuegos, con David Harbour interpretándolo en la película de 2021, Black Widow, y en la película de 2025, Thunderbolts, ambientada en el Universo cinematográfico de Marvel.

## Biografía ficticia

### Aleksey Lebedev
Aleksey Lebedev (ruso: Алексей Лебедев), la versión de la Edad de Oro de Guardián Rojo, apareció por primera vez en Namor, The Sub-Mariner Annual # 1 (junio de 1991), creado por los escritores Dana Moreshead y Mike Thomas, y el artista Phil Hester. Se sabe muy poco de él, pero luchó junto al Capitán América (William Naslund) y el Sub-Marinero en la Conferencia de Potsdam, en julio de 1945. Comenzó su carrera durante la Segunda Guerra Mundial y conoció al All-Winners Squad (anteriormente los Invasores) en una sola ocasión registrada, chocando con ellos poco después del final de la guerra, donde se burló del Capitán América (en secreto el Patriota) que estaba 'desacelerando' después de poder atrapar el escudo del Capitán América. Como los otros cruzados del mismo nombre, fue creado como una contraparte soviética del Capitán América. Al parecer, más tarde fue asesinado durante las purgas de la década de 1950, oponiéndose a los brutales experimentos que más tarde crearían a su sucesor.

### Alexei Shostakov
Alexei Alanovich Shostakov fue la segunda versión de Guardián Rojo, y fue creado por Roy Thomas y John Buscema.
Alexei Shostakov nació en Moscú, y fue el marido de Natasha Romanova. Tanto él como su esposa se convirtieron en agentes de los soviéticos: ella se convirtió en la Viuda Negra, mientras que él se convirtió en un piloto de pruebas y agente de la KGB, y luego entrenó como contraparte soviética al Capitán América como el Guardián Rojo.
Alexei Shostakov fue uno de los pilotos más reconocidos de la Unión Soviética. Durante la Segunda Guerra Mundial en el Frente Oriental, derribó un gran número de aviones de combate Luftwaffe en batallas aéreas y fue acreditada por ayudar a la Fuerza Aérea Soviética a ganar la supremacía aérea sobre los cielos de Stalingrado y Kursk. Debido a su extraordinaria habilidad, Shostakov fue elegido para las pruebas más secretas y peligrosas y aeronaves nuevas para la Unión Soviética. Esto incluyó ser el primer piloto en probar volar el Mig 15. Los medios de noticias controladas estatales soviéticas publicaron mucho esto y algunas otras misiones suyas tales como sus batallas aéreas contra la USAF sobre MiG Alley durante la guerra de Corea. Como resultado, Shostakov fue condecorado como un héroe de la Unión Soviética. Shostakov también tuvo éxito en su vida privada, habiéndose casado con la también famosa bailarina Natalie (familiarmente conocida como Natasha Romanov).
Como la Guerra Fría estalló en los años 1950, el primer ministro soviético Nikita Jruschov se dio cuenta de que la Unión Soviética necesitaba su propio equivalente al Capitán América. Nikita Jruschov eligió a Alekséi Shostakov sobre Yuri Gagarin que más tarde se convertiría en el primer hombre en el espacio. La KGB fingió su muerte y lo entrenó en secreto, manteniendo su supervivencia en secreto de Natasha. Se convirtió en un maestro del combate cuerpo a cuerpo y un atleta experto. Además, llevaba un disco de lanzar en el cinturón que podía ser utilizado contra un oponente. La fuerza magnética devolvía el disco después de lanzarlo. El disco tenía el martillo amarillo y el símbolo de la hoz en él y su traje era rojo con una estrella en el pecho para simbolizar la bandera soviética. Mientras que la Viuda Negra se desilusionó con sus amos de la KGB y desertada a los Estados Unidos, el Guardián Rojo permaneció leal y se hizo más cruel y vengativo. El Guardián Rojo luchó contra los Vengadores con su aliado chino el Coronel Ling, para proteger un arma secreta comunista china situada en una base militar secreta en un lugar no revelado en la República Popular de China, encontrando a la Viuda Negra y al Capitán América. Cuando la Viuda Negra notó "algo familiar" en él, reveló su identidad a ella. Le dispararon y mortalmente herido minutos más tarde por el Coronel Ling mientras salvaba las vidas de la Viuda Negra y el Capitán América. Fue enterrado bajo la lava fundida cuando la explosión láser causó la erupción de un volcán largo tiempo inactivo.
Algún tiempo después, se diseñó un Life Model Decoy después de que Alexei Shostakov fuera introducido en el cruce de "Widow Maker" entre los títulos Hawkeye & Mockingbird y Black Widow como Ronin. El LMD inicialmente comienza a asesinar espías y eventualmente apunta a Pájaro Burlón y Viuda Negra. Después de que aparentemente fue destruido en su primera batalla con la Viuda Negra, se reveló más tarde que el LMD estaba vivo y que había alcanzado un gran poder en Bulgaria como Ronin. El LMD fue responsable de un complot para capturar y juzgar a su "ex esposa" por crímenes como un súper soldado soviético, pero su plan se frustra con la ayuda de Daredevil y Los Vengadores.

### Dra. Tania Belinsky
La Dra. Tania Belinsky, una neurocirujana de la URSS, más tarde adoptó la identidad de Guardián Rojo disfrazada y se unió a Los Defensores. Creada por Steve Gerber y Sal Buscema, apareció por primera vez en The Defenders # 35 (mayo de 1976).

### Josef Petkus
El cuarto Guardián Rojo, Josef Petkus apareció por primera vez en Capitán América # 352 (abril de 1989), y fue creado por el escritor Mark Gruenwald y el artista Kieron Dwyer. El personaje aparece posteriormente en Avengers # 319-324 (julio-octubre de 1990), Incredible Hulk # 393 (mayo de 1992) y Soviet Super-Soldiers # 1 (noviembre de 1992). Posteriormente, el personaje aparece como Guardián de Acero en Iron Man # 9 (octubre de 1998). Petkus apareció como parte de la entrada "Supremos Soviéticos" en el Manual Oficial del Universo Marvel Actualización '89 #7.
Josef Petkus era un operativo especial para las agencias de inteligencia de la Unión Soviética y apareció como miembro de los militantes Soviéticos Supremos. Junto a los Soviéticos Supremos, atacó a los Súper-Soldados Soviéticos por desertar de la Unión Soviética. Junto al Capitán América, más tarde luchó contra una criatura parecida a un oso compuesta por Fuerza oscura. Los Soviéticos Supremos más tarde fueron rebautizados como el super equipo ruso postsoviético llamado Guardia Invernal. Junto a esta confederación, se asoció con Los Vengadores y Alpha Flight para luchar contra el Cuerpo de Paz, el Ejército Atlante y el Combinado. Petkus más tarde se unió a un grupo disidente de la Guardia Inviernal llamado Protectorado del Pueblo, que ahora se hace llamar "Guardián de Acero". Cuando él y su equipo partieron en busca del señor del tiempo Immortus con la esperanza de encontrar una manera de resucitar a la hermana de Vanguard, Lanyia. Acordaron luchar contra los Dire Wraiths que invaden su reino a cambio de este favor, Joseph fue asesinado mientras cumplía con su deber.

### Krassno Granitsky
Un quinto Guardián Rojo, Krassno Granitsky, apareció en Maverick # 10 (junio de 1998), creado por el escritor Jorge Gonzales y el artista Leo Fernández. Se asoció con el superhéroe mercenario Maverick para luchar contra un señor del crimen.
El nombre de "Krassno Granitsky" viene de la novela de James Bond, Desde Rusia con amor; es el nombre naturalizado como ruso del asesino Donovan "Rojo" Grant.[cita requerida]También apareció en el primer número del Capitán América de Ed Brubaker, donde fue ejecutado por Aleksander Lukin.

### Anton Ivanov
El sexto Guardián Rojo, Anton Ivanov, hizo su primera aparición en el primer número de la serie Hulk de Jeph Loeb como miembro de la Guardia Invernal. Anton afirma ser un ingeniero y expiloto de Crimson Dynamo, y más tarde se reveló que era (al menos parcialmente) un Life Model Decoy.Fue decapitado por un Espectro Terrible, aunque su cabeza se mantuvo almacenada, aparentemente todavía con vida.

### Nicolai Krylenko
Nicolai Krylenko, también conocido como Vanguard, es el séptimo Guardián Rojo y lidera la Guardia Invernal.

## Poderes y habilidades
No se ha revelado que ninguno de los diversos usuarios de identidad de Guardián Rojo posea poderes o habilidades sobrehumanas, con la excepción de Tania Belinsky después de su mutación por Presence, la versión Ultimate, el séptimo Red Guardian y Krylenko. Todos son atletas altamente capacitados. Shostakov era un piloto experto, un maestro combatiente cuerpo a cuerpo y fue entrenado en técnicas de espionaje por la KGB. Todos los Guardianes excepto Alexei y Tania han usado un escudo circular hecho de acero muy parecido al escudo circular de Vibranium del Capitán América. Alexei y Tania usaron un disco de "hebilla de cinturón", un arma arrojadiza que regresaba magnéticamente a la mano del usuario cuando se lanzaba, y era parte de la hebilla del cinturón de su disfraz. El cuarto Guardián Rojo; Josef Petkus solía emplear una espada energizada como armamento secundario junto a su escudo. El sexto guardián rojo era un LMD llamado Anton, cuyos poderes se basan en la cibernética. Su historia de fondo falsificada fue que es un ingeniero experto y expiloto de Crimson Dynamo, su verdadera fuerza radica en su grado moderado de fisicalidad cibernética mejorada. El último guardián rojo es Nikolai Krylenko / Vanguard, hermano de Laynia Petrovna; cuyos poderes se derivan de su mutación. Lo cual se deriva de un campo de fuerza de cuerpo completo que repele la energía electromagnética y cinética, fuerzas que puede guiar y dirigir mejor a través de un medio como el Escudo Vibranium técnicamente avanzado que le proporcionó el Comité Ejecutivo de Seguridad. O a través de un quid como el símbolo de su país de origen; Una hoz y un martillo. También dirige esta fuerza contra la tierra misma para obtener el vuelo. Nikolai usa un traje más avanzado que los Guardianes Rojos anteriores, que está forrado con circuitos que funcionan en conjunto con la computadora compacta en su escudo. No solo posibilitando el vuelo guiado y el regreso de los mismos a través de su conexión digital, sino la amplificación de los efectos de su propio campo energético.

## Otras versiones

### Exiles/Earth-3470
En una de las realidades Exilios, aparece un Guardián Rojo con armadura de cuerpo entero en la Tierra-3470.

### Civil War: House of M
Guardián Rojo fue visto como un miembro de los Supersoldados Soviéticos.

### Marvel Zombies
Un Guardián Rojo es visto como uno de los tantos zombis vagando en Nueva York buscando víctimas.

### Ultimate Marvel
La versión Ultimate Marvel de Alexei Shostakov es un súper soldado ruso con nombre en código "Capitán Rusia". Destinada a ser la versión rusa del Capitán América, esta versión es una locura certificable y utiliza un escudo improvisado creado parcialmente a partir de restos humanos, y posee una fuerza y durabilidad sobrehumanas. Una pelea entre los dos da como resultado que el Capitán América lo derrote, apuñalándolo con madera astillada que actúa como una estaca en el pecho, declarando "Pelear se trata de ganar". Shostakov estuvo una vez casado con Viuda Negra y ahora ha fallecido.
El coronel Abdul al-Rahman de Azerbaiyán (líder de los Libertadores) estaba basado en el Guardián Rojo. Como el personaje era un paralelo del Capitán América, usa un traje predominantemente rojo y los científicos rusos lo transformaron en un súper soldado, además de usar un arma que se asemeja a un sable de luz de doble hoja. Se enfrenta a Steve Rogers frente a la Casa Blanca, uno a uno, pero es derrotado cuando Hulk lanza el escudo para cortarle las manos y Rogers lo mata con su propia arma. Más tarde, su cuerpo es llevado a S.H.I.E.L.D..

### Bullet Points
En la realidad Bullet Points, Alexi Shostakov fue mostrado como muchos de los héroes parando a Galactus.

## Otros medios

### Televisión
- La encarnación de Alexei Shostakov de Guardián Rojo aparece en Avengers Assemble, segunda temporada, episodio 17, "Los Vengadores Secretos", con la voz de Troy Baker.[30][31] Esta versión aparece como miembro de la Guardia Invernal. Un malentendido entre los Vengadores secretos y la Guardia Invernal sobre una fuente de poder (que resultó ser el Hombre Radioactivo Ruso) incitaron una pelea entre ellos, Guardián Rojo y la Guardia Invernal terminaron trabajando con el grupo del Capitán América cuando la desestabilizadora instalación rusa en la que se encontraban estaba a punto de poner en peligro a un pueblo cercano. Después, Guardia Invernal es quien explicó al grupo del Capitán América que la Guardia Inviernal es el equipo de superhéroes de Rusia y que trabajan para el Comando Central (que es la contraparte rusa de S.H.I.E.L.D.).
- La encarnación de Nicolai Krylenko de Guardián Rojo aparece en la serie de anime Marvel Future Avengers, con la voz de Satoshi Mikami en japonés y Fred Tatasciore en inglés.[30]Esta versión aparece como miembro de la Guardia Invernal.
- La encarnación de Alexei Shostakov del Guardián Rojo aparece en Lego Marvel Avengers: Code Red, con la voz de Trevor Devall.[30]

### Universo cinematográfico de Marvel
Personajes basados en el Guardián Rojo aparecen en medios ambientados en el Universo cinematográfico de Marvel (UCM):
- Anton Ivanov aparece en la cuarta y quinta temporada de la serie de televisión de acción real Agents of S.H.I.E.L.D. (2016-2018), interpretado por Zach McGowan.[32][33]Esta versión es un industrial ruso solitario conocido como "El Superior", que cree que los Inhumanos son monstruos. El trabaja con los Watchdogs, la senadora Ellen Nadeer y Holden Radcliffe para luchar contra S.H.I.E.L.D. hasta que es paralizado por Daisy Johnson. Después de esto, Ivanov es decapitado por AIDA, quien lo mantiene vivo como un cerebro en un tanque y le da una serie de señuelos de modelo de vida diseñados solo para matar (L-MODOK) para que su mente los controle de forma remota. Después de encontrar la cabeza de Ivanov, la miembro líder de Hydra, la general Hale, lo convence de unirse a ella antes de que la agente de S.H.I.E.L.D. Elena "Yo-Yo" Rodríguez lo derrote. Los showrunners Jed Whedon, Maurissa Tancharoen y Jeffrey Bell presentaron a Ivanov con la intención de convertirlo en M.O.D.O.K.,[34]antes de que Marvel Studios retirara el acceso a este último para su uso en el piloto de New Warriors (2018) y la película Ant-Man and the Wasp: Quantumania (2023).[34][35][36]
- La encarnación de Alexei Shostakov de Guardián Rojo apareció en la película de Black Widow (2021), interpretado por David Harbour.[37][38]Esta versión es la contraparte del súper soldado ruso del Capitán América y una figura paterna de Natasha Romanoff y Yelena Belova.[39][40]Harbour dijo que Shostakov tiene "montones de grietas por todas partes. Y no es el hombre heroico y noble que [la gente] quiere que sea. Tiene muchos defectos, tanto cómica como trágicamente".[41]Para la interpretación de Harbour, él y la directora de Black Widow, Cate Shortland, hablaron sobre la actuación de Ricky Gervais en The Office y la de Philip Seymour Hoffman en The Savages (2007), "comedia que surge de una necesidad doméstica real".[42]
  - En Black Widow (2021), años antes de los eventos principales de la película, Shostakov se alía con el general Dreykov de la Habitación Roja, quien lo envía en una misión encubierta a los Estados Unidos junto a Melina Vostokoff, Romanoff y Belova. Sin embargo, después de concluir la misión, Dreykov encarcela a Shostakov en la prisión del Séptimo Círculo. En el presente, Romanoff y Belova liberan a Shostakov para ayudarlas a ellas y a Vostokoff a destruir la Habitación Roja.[42]
  - Una variante de la línea temporal alternativa de Shostakov aparece en la tercera temporada de la serie animada What If...? (2024).[43]La primera versión (que aparece en "What If... The Hulk Fought the Mecha-Avengers?") se convirtió en miembro de los Vengadores durante la lucha contra las Bestias Gamma lideradas por Apex Hulk. La segunda versión (que aparece en "What If... The Red Guardian Stopped the Winter Soldier?") se convierte en el compañero de lucha de Bucky Barnes después de detener su misión de asesinar a Howard y Maria Stark en 1991.
  - Shostakov aparece en Thunderbolts* (2025). Tras un año sin contactar con Yelena, Shostakov ha creado un servicio de limusinas. Más tarde, el acudiría en ayuda de Yelena, U.S. Agent y Fantasma. Guardián Rojo se convierte en miembro fundador del equipo titular,[44]que posteriormente es rebautizado como los Nuevos Vengadores por Valentina Allegra de Fontaine tras la derrota del Vacío.
  - Una variante separada de Shostakov aparecerá en la próxima serie animada Marvel Zombies (2025).[45]
  - Harbour repetirá su papel de Shostakov en Avengers: Doomsday (2026).[46]

### Videojuegos
- La versión de Alexei Shostakov de Guardián Rojo aparece en Lego Marvel Super Heroes 2.
- La encarnación de MCU de Alexei Shostakov / Guardián Rojo aparece como un personaje jugable en Marvel Future Fight como parte de la actualización cinematográfica de Black Widow.[47]
- La encarnación de MCU de Alexei Shostakov / Guardián Rojo aparece como un personaje jugable en Marvel Puzzle Quest.[48]
- La encarnación de MCU de Alexei Shostakov / Guardián Rojo aparece como un personaje jugable en Marvel Strike Force.[49]
- La encarnación de MCU de Alexei Shostakov / Guardián Rojo aparece como un personaje jugable en Marvel Contest of Champions.